# ریسپریدون
ریسپریدون (به انگلیسی: Risperidone)  یک داروی آنتی‌سایکوتیک آتیپیکال  است که در درمان اسکیزوفرنی و اختلال دوقطبی کاربرد دارد و علاوه بر آن برای نوسانات خلقی و رفتارهای خشن و خود-آسیب‌زننده طیف اوتیسم هم تجویز میشود. اَشکال دارویی: قرص، مایع حل‌شونده در دهان و آمپول تزریق عضلانی است. ریسپریدون می‌تواند موجب بروز علائم لکنت زبان شود. همچنین در حدود ۱۰ درصد مصرف کنندگان تاکی کاردی یا برادی کاردی مشاهده شده است.

## موارد مصرف
ریسپریدون یک داروی ضدجنون آتیپیک است که اداره مواد غذائی و داروئی ایالات متحده آمریکا در سال ۱۹۹۳ سودمندی آن را برای درمان اسکیزوفرنی، در سال ۲۰۰۳ برای درمان کوتاه مدت علائم شیدایی و به‌عنوان درمان کمکی در کنار داروهای اصلی در اختلال دو‌قطبی و در سال ۲۰۰۶ برای درمان بی‌قراری مبتلایان به اوتیسم تأیید کرده‌است. ریسپریدون همچون دیگر ضدجنون‌های آتیپیک برای درمان تعدادی از اختلالات روانپزشکی دیگر از جمله اختلال وسواسی جبری، افسردگی، اختلال توره، تحریک‌پذیری شدید مبتلایان به اوتیسم و اختلالات مربوط به خوردن استفاده می‌شود.
نام‌های تجاری: Risperdal, Risperdal M-Tab, Risperdal Consta

## معرفی دارو

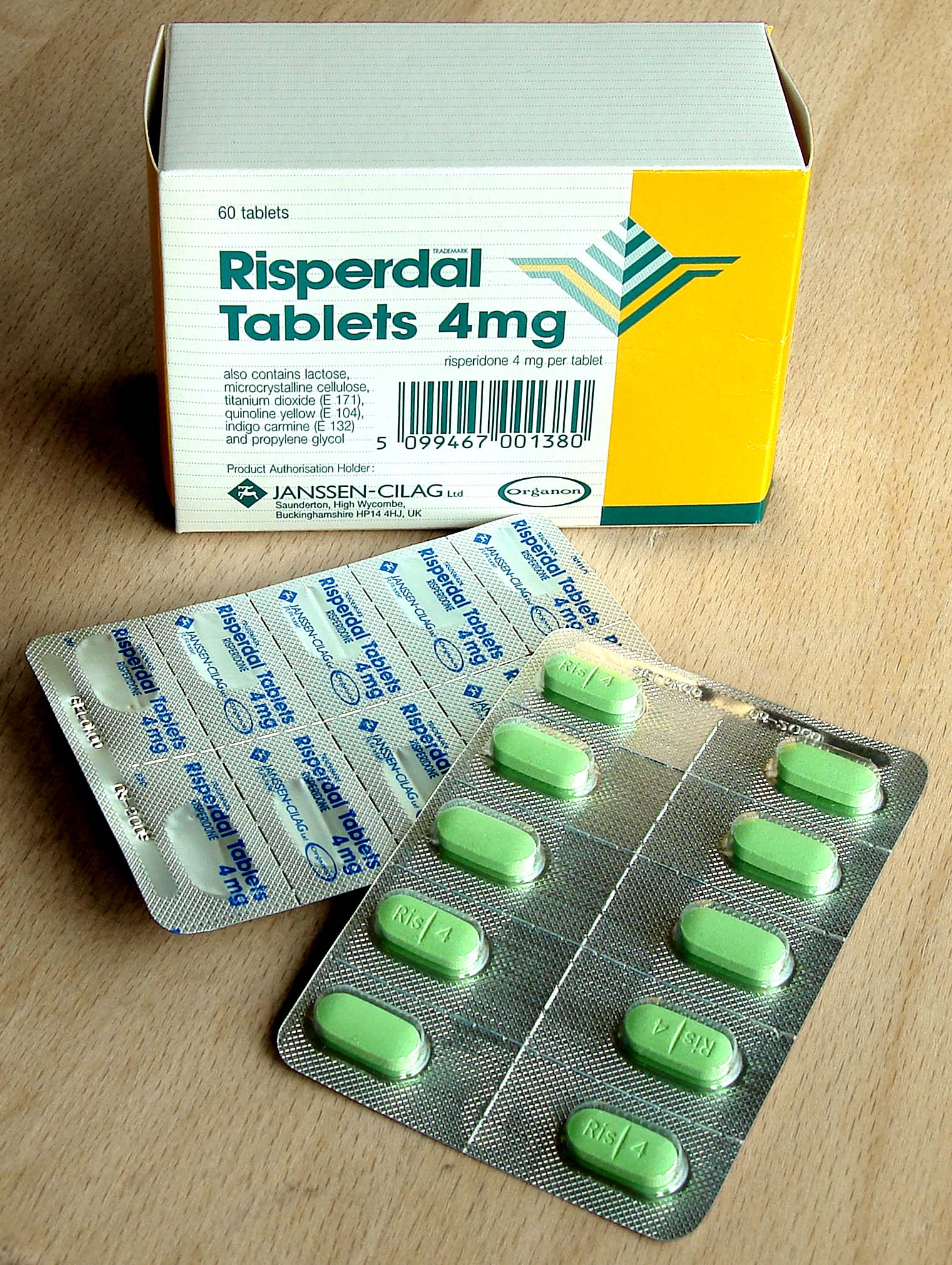
Risperdal (بسته بندی انگلستان)

ریسپریدون یک نوع داروی ضدجنون است. این دارو سبب ایجاد تغییراتی در میزان مواد شیمیایی موجود در مغز (نوروترنسمیتر) می‌گردد. این دارو برای درمان اختلالات حاد یا حالات مزمن روانی مثل اسکیزوفرنی و نشانه‌های اختلال دوقطبی (افسردگی- شیدایی) استفاده می‌شود. ریسپریدون همچنین برای درمان و کاهش تحریک‌پذیری مفرط کودکان اوتیسم به کار می‌رود. اگر‌چه ناراحتی اصلی را برطرف نمی‌کند اما در کاهش علایم آزاردهنده مؤثر است. این دارو بر علایم مثبت (مانند توهم، هذیان و اختلال فکر) و علایم منفی (مانند انزوا و ناتوانی در ابراز احساسات) مؤثر است. این دارو همچنین می‌تواند در رفع برخی دیگر از نشانه‌های ناشی از اسکیزوفرنی از قبیل افسردگی و اضطراب مفید باشد. ریسپریدون در مقایسه با برخی دیگر از آنتی‌سایکوتیک اثر خواب‌آوری کمتری دارد و کمتر ایجاد اختلالات حرکتی می‌کند.

## استفاده‌های پزشکی
ریسپریدون به‌عنوان یک داروی کمکی  در درمان افسردگی مقاوم به درمان از نوع غیرروانپریشانه (non-psychotic) و در کنار داروهای ضدافسردگی، اثربخشی بالینی از خود نشان داده است. داروهای آنتی سایکاتیک آتیپیکال (atypical antipsychotics) مانند ریسپریدون، از جمله رایج‌ترین گزینه‌ها برای تقویت اثر درمانی داروهای ضدافسردگی به شمار می‌آیند. با این حال، این نوع کاربرد در اغلب حوزه‌های قضایی (jurisdictions) خارج از چارچوب تأیید رسمی  صورت می‌گیرد و بایستی خطر بروز عوارض جانبی از جمله افزایش وزن و اختلالات حرکتی در برابر مزایای بالینی به‌دقت سنجیده شود. ریسپریدون در درمان اختلال وسواسی-جبری مقاوم به درمان، به‌ویژه در مواردی که مهارکننده‌های بازجذب سروتونین به‌تنهایی کافی نیستند، امیدبخش ظاهر شده است.
ریسپریدون در درمان پرخاشگری مرتبط با اختلال کم‌توجهی – بیش‌فعالی (ADHD) یا سایر اختلالات روانی اثربخشی خود را نشان داده است.
با این حال، شواهدی دال بر اثربخشی ریسپریدون در درمان اختلالات خوردن یا اختلالات شخصیت وجود ندارد، به‌جز شواهد محدودی در مورد اختلال شخصیت اسکیزوتایپی.

## راهنمایی‌های کلی
ریسپریدون برای درمان اختلالات ناشی از زوال عقل (دمانس) با احتیاط فراوانی تجویز می‌شود. در‌صورت داشتن حساسیت به ریسپریدون هرگز این دارو تجویز نمی‌شود. در‌صورت داشتن هریک از موارد زیر حتماً پزشک معالجتان را در جریان بگذارید: بیماری‌های کبدی و کلیوی، ناراحتی‌های قلبی، فشار خون بالا، دیابت، مشکلات مربوط به ضربان قلب سابقه ایست و سکته‌های قلبی، سابقه سرطان پستان، تشنج و صرع، سابقه داشتن افکار خودکشی، بیماری پارکینسون و مشکلات بلعی (قورت دادن)

## مصرف در دوران بارداری و شیردهی
این دارو جزء گروه C می‌باشد و این بدان معناست که اگر‌چه ممکن است برای جنین مضر باشد، اما در‌صورت صلاح دید پزشک و بررسی‌های منظم در طول بارداری قابل مصرف است؛ لذا در‌صورت حاملگی یا تصمیم برای باردار شدن پزشک معالجتان را آگاه سازید. اگر‌چه مقدار اندکی از این دارو در شیر مادر ترشح می‌شود اما این میزان کمتر از آن است که در اکثر موارد در جریان خون کودک قابل اندازه‌گیری و برای او خطرناک باشد. اما توصیه می‌شود اگر به کودکتان در حین مصرف این دارو شیر می‌دهید حتماً از پزشکتان اجازه بگیرید.

## راهنمای مصرف
این دارو را طبق دستور پزشکتان مصرف نمایید. از مصرف دارو بیش از میزان تجویز شده یا در مدت زمانی طولانی‌تر خودداری نمایید. این دارو را می‌توان همراه با وعده‌های غذایی یا بدون وعده‌های غذایی مصرف نمود. برای مصرف قرص‌های ریسپریدون (Risperdal M-Tab) نکات زیر را مد نظر داشته باشید: تا هنگام مصرف قرص آن را از پوشش حفاظتی خارج نکنید. مراقب باشید در هنگام خارج نمودن قرص از پوشش قرص دچار آسیب و شکستگی نشود.
از جویدن قرص اجتناب کنید. برای اخذ بهترین تأثیرات درمانی دارو را طبق برنامه زمانی منظم استفاده کنید. از مخلوط نمودن نوع مایع دارو با چای یا نوشابه خودداری کنید. برای بهبود نشانه‌های بیماری حداقل چند هفته باید به مصرف دارو ادامه دهید و برای کسب نتایج درمانی مطلوب دارو را طبق دستور پزشک معالجتان مصرف کنید. اگر بعد از گذشت چند هفته بهبود نیافتید با پزشکتان مشورت کنید. دارو را در دمای معمولی اتاق دور از رطوبت، نور و دما نگهداری نمایید. دارو را در مکانی قرار ندهید که دچار یخ زدگی شود.

## فراموش کردن دوز مصرفی
به محض یادآوری دوز فراموش شده را مصرف کنید. اگر نزدیک به زمان مصرف نوبت بعدی دارو هستید دوز فراموش شده را مصرف نکنید و طبق برنامه مصرفتان نوبت بعدی را مصرف نمایید. برای جبران دوز فراموش شده مقدار بیشتری دارو مصرف نکنید.

## مسمومیت با دوزهای بیش از اندازه
خواب‌آلودگی، افزایش میزان ضربان قلب، احساس سبکی در سر، ضعف و بی‌قراری در عضلات حرکتی چشم‌ها، آرواره، گردن و دهان از نشانه‌های مصرف دوزهای بیش از اندازه هستند.

## موارد احتیاط
از قرار گرفتن در هوای بسیار سرد یا بسیار گرم اجتناب کنید. در هوای گرم و هنگام فعالیت، آب زیاد بنوشید. در هنگام رانندگی و انجام کارهایی که مستلزم هوشیاری کامل هستند احتیاط کنید. از نوشیدن الکل در طول دوره درمان خودداری کنید. مصرف الکل می‌تواند باعث تشدید عوارض جانبی ریسپریدون و کاهش اثر آن شود.

## عوارض جانبی
نشانه‌های حساسیت دارویی عبارتند از: کهیر، مشکلات تنفسی، ورم صورت، لبها، زبان و گلو و سفتی عضلات و گرفتگی شدید بینی.
ریسپریدون عمدتاً کم‌خطر است و توسط غالب بیماران مصرف‌کننده، بدون مشکل تحمل می‌شود اگر‌چه مانند تمامی داروها، دارای عوارض جانبی عمدتاً کم‌خطر و غیر‌کشنده‌ای است که عبارتند از: تب، سفت شدن عضلات، گیجی، تعریق، ضربان قلب سریع یا غیرمعمول، بی‌قراری و تنش در عضلات حرکتی چشم‌ها، زبان، آرواره و گردن و لرزش آنها، مشکلات بلعی، احساس سبکی در سر، خواب آلودگی و بی‌قراری خفیف، خوابیدن و رؤیا دیدن بیش از حد معمول، تاری دید، سردرد و سرگیجه، کاهش وزن، مشکلات ادراری، تهوع، خشکی دهان و یبوست، کاهش میل جنسی و مشکلات ارگاسمی این دارو همچنین می‌تواند در برخی افراد منجر به ترشح شیر از پستان شود. اگر از مواد مخدر استفاده می‌کنید و این دارو را مصرف می‌کنید این دارو حین مصرف باعث ضربان قلب نامنظم و تپش قلب شدید میشود و همچنين ریسپیریدون باعث بیماری‌های قلبی میشود.
توجه داشته باشید مصرف قرص ریسپریدون در برخی از افراد ممکن است باعث ایجاد عارضه پالینوپسیا (دیدن دنباله‌های مداوم یک تصویر پس از حذف آن از میدان بینایی) شود.
نکته مهم آن است که تقریباً تمام عوارض جانبی ذکر شده توسط روانپزشک قابل درمان و مدیریت هستند یا در‌صورت مقاومت به درمان، با تغییر دارو برطرف می‌شوند. به همین دلیل توصیه می‌شود در‌صورت مشاهده این عوارض، به‌جای قطع مصرف دارو، به پزشک خود مراجعه کنید.

## تداخلات دارویی
اگر به‌صورت منظم داروهایی مصرف می‌کنید که باعث خواب آلودگی‌تان می‌شود (مانند داروهای سرماخوردگی، داروهای ضد حساسیت، داروهای ضد درد حاوی مخدر، قرص‌های خواب، شل‌کننده عضلات و داروهای ضد صرع، افسردگی و اضطراب) قبل از مصرف ریسپریدون این موضوع را با پزشک معالجتان در میان بگذارید. در‌صورت مصرف هرکدام از داروهای زیر پزشکتان را در جریان بگذارید: کاربامازپین، فنی توئین، فنوباربیتال، فلوکستین،ریفامپین و داروهایی که برای درمان بیماری پارکینسون استفاده می‌شود مانند: لوودوپا